# Широкоморды
Широкоморды (лат. Molossops) — род летучих мышей из семейства складчатогубых (Molossidae). Обитают в Южной Америке.

## Описание
Внешне эти летучие мыши напоминают представителей родов складчатогубов и бархатных складчатогубов.

## Классификация
Юдит Л. Эгер (Judith L. Eger) пишет, что в род входят только виды M. neglectus, M. temminckii и M. aequatorianus Cabrera, 1917 (= Cabreramops Ibáñez, 1981), а M. mattogrossensis C. O. C. Vieira, 1942 (= Neoplatymops R. L. Peterson, 1965) включают в него ошибочно.
- Molossops aequatorianus — Эквадорский широкоморд[2]
- Molossops neglectus — Рыжий широкоморд
- Molossops temminckii — Карликовый широкомордtypus